# Кастера Лубикс
Кастера Лубикс (фр. Castéra-Loubix) насеље је и општина у југозападној Француској у региону Аквитанија, у департману Атлантски Пиринеји која припада префектури По.
По подацима из 2011. године у општини је живело 54 становника, а густина насељености је износила 15,74 становника/km². Општина се простире на површини од 3,43 km². Налази се на средњој надморској висини од 279 метара (максималној 323 m, а минималној 208 m).

## Демографија
| 1962. | 1968. | 1975. | 1982. | 1990. | 1999. | 2011. |
| ----- | ----- | ----- | ----- | ----- | ----- | ----- |
| 55    | 57    | 53    | 48    | 43    | 50    | 54    |

График промене броја становника у току последњих година